# دجاج صخري رمادي العنق
الدجاج الصخري رمادي العنق (الاسم العلمي: Picathartes oreas)، هو نوع من الطيور يتبع جنس الدجاج الصخري ضمن رتبة العصفوريات. يتواجد في وسط أفريقيا من جنوب غرب نيجيريا مروراً بالكاميرون وغينيا الاستوائية وحتى جنوب غرب الغابون. يتغذى على الحشرات والنباتات وبراعم الأزهار.